# Le Septième Fils
Pour le film, voir Le Septième Fils.
Le Septième Fils (titre original : Seventh Son) est un roman de fantasy écrit par Orson Scott Card et publié en 1987.
Ce roman fait partie des chroniques d'Alvin le Faiseur et est suivi du Prophète rouge.

## Résumé
L'histoire est centrée autour d'Alvin Miller dans l'Amérique du temps des premiers colons. La famille Miller, qui compte déjà douze enfants (six filles et six garçons), déménage vers l'ouest du pays. Alvin Miller naît dans des conditions difficiles, septième fils d'un père qui est lui-même un septième fils. Cela est censé augurer de grands pouvoirs pour un être appelé à devenir un « faiseur » (on peut comprendre - Orson Scott Card étant mormon - un faiseur de « miracles »). 

## Éditions
- Seventh Son, Tor Books, juillet 1987, 241 p.  (ISBN 0-312-93019-4)
- Le Septième Fils, L'Atalante, coll. « La Dentelle du cygne », novembre 1991, trad. Patrick Couton, 320 p.  (ISBN 2-905158-51-4)
- Le Septième Fils, in Les Chroniques d'Alvin le Faiseur, L'Atalante, coll. « La Dentelle du cygne », septembre 1996, trad. Patrick Couton, 896 p. pages  (ISBN 2-84172-040-3)
- Le Septième Fils, Gallimard, coll. « Folio SF » no 14, septembre 2000, trad. Patrick Couton, 368 p.  (ISBN 2-07-041574-0)

## Les Chroniques d'Alvin le Faiseur
- Le Septième Fils
- Le Prophète rouge
- L'Apprenti
- Le Compagnon
- Flammes de vie
- La Cité de cristal
- Master Alvin